# Linea Tsugaru
La linea Tsugaru (津軽線?, Tsugaru-sen) è assieme alla linea Ōminato la più settentrionale delle linee dell'Honshū e si allunga nel lato orientale della penisola di Tsugaru nella prefettura di Aomori in Giappone. Sulla linea si innesta la linea Kaikyō che permette ai treni, tramite il tunnel del Seikan di raggiungere l'Hokkaidō passando sotto il mare.

## Storia
Sin dai tempi dell'Atto di costruzione delle ferrovie del periodo Meiji esistevano progetti per unire la città di Aomori con l'estremo nord della corrispettiva prefettura. Nel 1930 la società privata Ferrovia di Tsugaru iniziò le prime procedure nel lato occidentale della penisola di Tsugaru con alcuni sondaggi geologici, che vennero completati dalle Ferrovie del Giappone, intenzionate a realizzare la linea sul lato orientale della penisola. I piani, tuttavia, vennero bloccati dallo scoppiare della seconda guerra mondiale, e vennero ripristinati negli anni cinquanta. Il 5 dicembre 1951 venne aperto il primo segmento della linea fra Aomori e Kanita, ed esteso il 21 ottobre 1958 all'attuale capolinea di Minmaya. Nel 1959 e nel 1960 vennero poi aggiunte delle altre stazioni lungo la linea preesistente.
Dal 10 dicembre 1984 cessò il servizio merci, e con la privatizzazione delle ferrovie del Giappone nel 1987, la linea passò sotto la gestione di JR East. Dal 13 marzo 1988 i binari fra la stazione di Aomori e stazione di Naka-Oguni vengono usati per la Linea Tsugaru-Kaikyō da JR East e JR Hokkaido, nonché JR Freight per collegare le due isole tramite il tunnel del Seikan.

## Treni

### A lunga percorrenza
Essendo parte integrante della Linea Tsugaru-Kaikyō, la ferrovia vede molti servizi a lunga percorrenza unenti lo Honshu con l'isola di Hokkaido, sia di tipo merci che passeggeri. La maggior parte di questi ultimi è di tipo "espresso limitato".
- Espressi limitati Hakuchō e Super Hakuchō: Shin-Aomori - Hakodate
- Espresso limitato Hokutosei: Ueno - Sapporo
- Espresso limitato Cassiopeia: Ueno - Sapporo
- Espresso limitato Twilight Express: Ōsaka - Sapporo1
- Rapido Hamanasu: Aomori - Sapporo

Si tratta del più lungo tragitto ferroviario unico in Giappone

### Treni locali

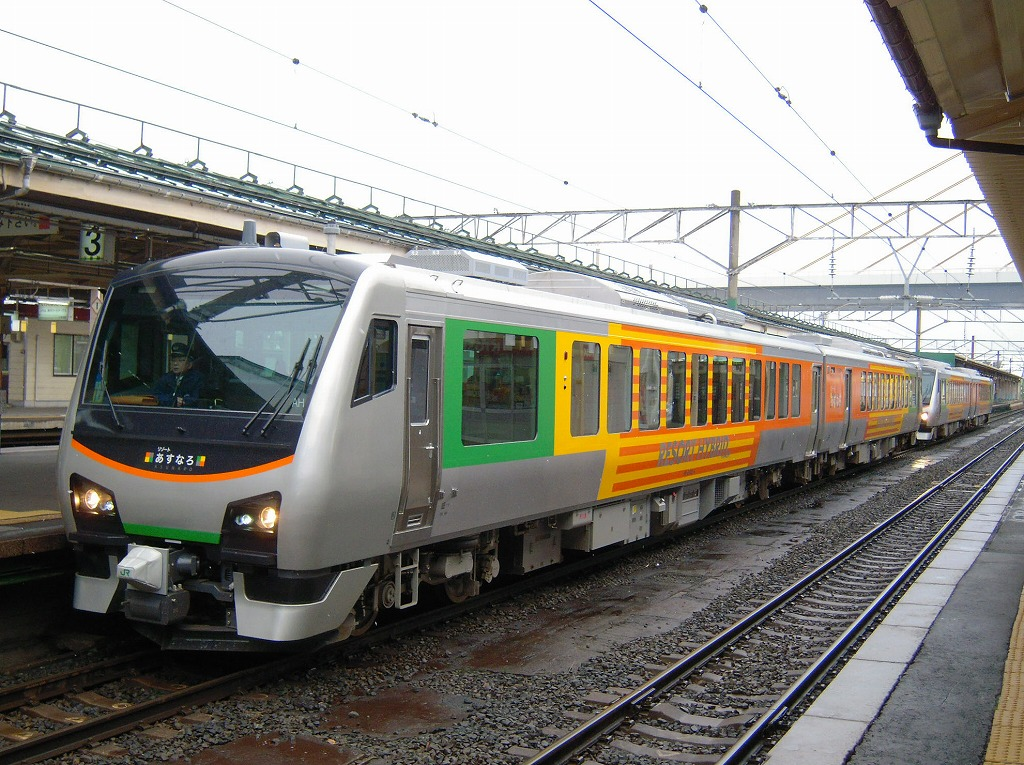
Il treno turistico Resort Asunaro

Il servizio locale vede la stazione di Kanita come punto di divisione per le tratte ferroviarie. A nord di questa stazione i servizio vengono espletati con materiale a combustione interna, essendo assente l'elettrificazione sulla linea.
Per quanto riguarda il segmento fra Aomori e Kanita, esso è molto sfruttato dai treni Espressi Limitati, e questo non permette di tenere un'elevata quantità di treni locali, che sono circa 1 ogni 2 ore, e fermanti in tutte le stazioni. Il materiale rotabile di questa tratta è la serie 701, mentre la mattina e la sera circolano anche i treni diesel Kiha serie 40, che provengono dalla stazione di Hachinohe percorrendo la Ferrovia Aoimori.
Fra Kanita e Minmaya viene utilizzata la serie Kiha 40 con circa 5 coppie al giorno, di cui una continua oltre Kanita fino ad Aomori. Dal 12 aprile 2010 il fine settimana e i giorni festivi vedono la circolazione del treno turistico Resort Asunaro Tsugaru, eseguito con il treno ibrido serie HB-E300.

## Stazioni
| Stazione         | Giapponese | Distanza      | Distanza | Espresso limitato | Collegamenti                                  | Posizione  | Posizione            |
| Stazione         | Giapponese | Interstazione | Totale   | Espresso limitato | Collegamenti                                  | Posizione  | Posizione            |
| ---------------- | ---------- | ------------- | -------- | ----------------- | --------------------------------------------- | ---------- | -------------------- |
| Aomori           | 青森       | -             | 0,0      | ●                 | ■ Linea principale Ōu ■ Ferrovia Aoimori      | Aomori     | Prefettura di Aomori |
| Aburakawa        | 油川       | 6,0           | 6,0      | ｜                |                                               | Aomori     | Prefettura di Aomori |
| Tsugaru-Miyata   | 津軽宮田   | 3,7           | 9,7      | ｜                |                                               | Aomori     | Prefettura di Aomori |
| Okunai           | 奥内       | 1,8           | 11,5     | ◇                 |                                               | Aomori     | Prefettura di Aomori |
| Hidariseki       | 左堰       | 1,6           | 13,1     | ｜                |                                               | Aomori     | Prefettura di Aomori |
| Ushirogata       | 後潟       | 1,6           | 14,7     | ｜                |                                               | Aomori     | Prefettura di Aomori |
| Nakasawa         | 中沢       | 2,1           | 16,8     | ｜                |                                               | Aomori     | Prefettura di Aomori |
| Yomogita         | 蓬田       | 2,3           | 19,1     | ｜                |                                               | Yomogita   | Prefettura di Aomori |
| Gōsawa           | 郷沢       | 2,0           | 21,1     | ◇                 |                                               | Yomogita   | Prefettura di Aomori |
| Seheji           | 瀬辺地     | 2,3           | 23,4     | ｜                |                                               | Yomogita   | Prefettura di Aomori |
| Kanita           | 蟹田       | 3,6           | 27,0     | ◇                 |                                               | Sotogahama | Prefettura di Aomori |
| Naka-Oguni       | 中小国     | 3,4           | 31,4     | ｜                | ■ Linea Kaikyō                                | Sotogahama | Prefettura di Aomori |
| Ōdai             | 大平       | 3,6           | 35,0     | ｜                |                                               | Sotogahama | Prefettura di Aomori |
| Tsugaru-Futamata | 津軽二股   | 11,6          | 46,6     | ｜                | ■ Linea Kaikyō (Stazione di Tsugaru-Imabetsu) | Imabetsu   | Prefettura di Aomori |
| Ōkawadai         | 大川平     | 2,0           | 48,6     | ｜                |                                               | Imabetsu   | Prefettura di Aomori |
| Imabetsu         | 今別       | 2,4           | 51,0     | ｜                |                                               | Imabetsu   | Prefettura di Aomori |
| Tsugaru-Hamana   | 津軽浜名   | 1,7           | 52,7     | ｜                |                                               | Imabetsu   | Prefettura di Aomori |
| Minmaya          | 三厩       | 3,1           | 55,8     | ●                 |                                               | Imabetsu   | Prefettura di Aomori |

Legenda
◇ - I treni possono sorpassarsi in questa stazione
｜ - I treni non passano